# Verrucula latericola
Verrucula latericola är en svampart som först beskrevs av Erichsen, och fick sitt nu gällande namn av Nav.-Ros. & Cl. Roux. Verrucula latericola ingår i släktet Verrucula och familjen Verrucariaceae.   Inga underarter finns listade i Catalogue of Life.